# نبرد کیپ اسپرانس
نبرد کیپ اسپرانس (انگلیسی: Battle of Cape Esperance) یکی از نبردهای جنگ اقیانوس آرام بود.